# 喬治亞 (新澤西州)
喬治亞（英語：Georgia）是位於美國新澤西州蒙茅斯縣的非建制地區。

## 地理
喬治亞所處的海拔為高於海平面38米（即125英呎），而該地所採用的時區為UTC-5，即北美东部时区（EST）。同時該地設有夏令時間，為UTC-5調快一小時，即UTC-4（EDT）。